# Bình Minh, Bù Đăng
Bình Minh là một xã thuộc huyện Bù Đăng, tỉnh Bình Phước, Việt Nam.

## Địa lý
Xã Bình Minh nằm ở phía tây huyện Bù Đăng, có vị trí địa lý: 
- Phía đông giáp các xã Đak Nhau, Thọ Sơn và Đoàn Kết
- Phía tây giáp thị xã Phước Long và các huyện Bù Gia Mập, Phú Riềng
- Phía nam giáp xã Đức Liễu và xã Minh Hưng
- Phía bắc giáp xã Bom Bo.

Xã có diện tích 132,86 km², dân số năm 2008 là 11.201 người, mật độ dân số đạt 84 người/km².

## Lịch sử
Địa bàn xã Bình Minh hiện nay trước đây là một phần các xã Bom Bo và Minh Hưng thuộc huyện Bù Đăng.
Ngày 1 tháng 3 năm 2008, Chính phủ ban hành Nghị định 22/2008/NĐ-CP. Theo đó:
- Điều chỉnh 6.208,34 ha diện tích tự nhiên và 2.559 người của xã Minh Hưng về xã Bom Bo quản lý
- Thành lập xã Bình Minh trên cơ sở điều chỉnh 13.286,34 ha diện tích tự nhiên và 11.201 người của xã Bom Bo.